# 亚娜·特先科
亚娜·伊万诺芙娜·特先科（俄语：Яна Ивановна Тыщенко，2000年8月1日—），俄罗斯女子自行车运动员，2021年欧洲场地自行车锦标赛女子凯林赛、女子500米计时赛和女子团体竞速赛铜牌得主、2021年世界场地自行车锦标赛女子团体竞速赛银牌得主和女子凯林赛铜牌得主。